# Rachel Held Evans
Rachel Held Evans (Birmingham (Alabama), 8 juni 1981 - Nashville (Tennessee), 4 mei 2019) was een Amerikaans christelijk schrijver, blogger en columnist.
Ze werd geboren in Alabama en verhuisde als tiener naar Dayton (Tennessee). In 2003 trouwde ze met haar oude schoolvriend Dan Evans. Ze verhuisden naar Chattanooga, waar ze ging werken voor de locale Chattanooga Times Free Press. In 2004 ging ze fulltime werken voor de Dayton Daily News. Vanaf 2006 werkte ze pro bono als "humor-columnist" voor deze krant. Daarnaast schreef ze als freelancer voor diverse media en begon ze met een weblog.
In 2010 kwam haar eerste boek uit getiteld Evolving in Monkey Town. Dit boek beschrijft een reis van religieuze zekerheid naar een geloof waarin twijfel en vragen worden aanvaard. In 2012 kwam ze met het boek A Year of Biblical Womanhood waarin ze beschrijft hoe ze een jaar lang allerlei regels uitprobeerde zoals de Bijbel die voor de vrouw voorschrijft. Zo leefde ze tijdens haar menstruatie in een tent en noemde ze naar man "meester". Dit boek trok nationale aandacht en ze werd uitgenodigd in The Tonight Show om erover te komen praten. Volgens Held Evans kiest iedere gelovige zijn eigen voorschriften uit de Bijbel. Het boek stond in de New York Times-bestsellerlijst voor e-books, non-fictie.
In 2015 schreef ze een column voor The Washington Post getiteld: Want millennials back in the pews? Stop trying to make church "cool" , waarin ze uiteenzet hoe kerken vaak met verkeerde strategieën proberen om millennials terug in de kerkbanken te krijgen.
Ze groeide op in de conservatieve evangelicale beweging, maar keerde zich hier van af vanwege de denkbeelden van religieus rechts. Ze werd vervolgens lid van een Episcopaalse kerk. In 2016 publiceerde ze een redactioneel commentaar voor Vox waarin ze haar christelijke 'pro-life' positie verdedigde samen met haar steun voor de Democratische presidentskandidaat Hillary Clinton bij de Amerikaanse presidentsverkiezingen 2016. Ze stelde in haar blogs de steun van kerken aan Donald Trump aan de kaak. Ook bekritiseerde ze haar medechristenen op het gebied van racisme, abortus, huwelijk en de positie van de vrouw in de kerk en de samenleving.
In april 2019 werd ze in het ziekenhuis opgenomen vanwege allergische reacties op antibiotica die ze kreeg in verband met een infectie. Ze overleed op 4 mei 2019 aan de gevolgen van deze allergische reacties.
Met haar man Dan had ze twee kinderen.